# Städtische Museen der Stadt Freiburg im Breisgau
Die Museen Freiburg sind ein städtischer Museumsverbund. Er besteht aus den kommunalen Museen der Stadt Freiburg im Breisgau. Einige der Museen sind Ausgründungen aus dem 1923 als zentrales Haus der Städtischen Sammlungen eröffneten Augustinermuseum.

## Konzept
Trotz der unterschiedlichen Themen und Interessen der Museen ist es das Ziel, die fünf bzw. sechs Museen der Stadt unter einem Dach zu vereinen, vor allem in den Bereichen Museumspädagogik und Marketing. Dieser Museumsverbund wird durch das Bundesministerium für Umwelt, Naturschutz, Bau und Reaktorsicherheit gefördert.

### Zentrales Kunstdepot
Im Februar 2006 gaben die Stadtverwaltung und das Freiburger Gemeinderat „grünes Licht“ für ein zentrales, gemeinsames Museumsdepot. Im November 2010 fand der erste Spatenstich dazu statt; die Bauarbeiten wurden im April 2012 beendet. Im Mai 2012 wurde das rund 5000 m2 neue „Zentrale Kunstdepot“ offiziell eröffnet, das künftig Platz für über 200.000 städtische Kunstwerke und Sammlungsobjekte bieten soll. Ziel ist ein gemeinsames Depot zum Aufbewahren und Sammeln von Exponaten der fünf Museen.

## Leitung und Mitglieder des Verbundes
Der Museumsverbund wird seit Mitte März 2023 von der Leitenden Direktorin Jutta Götzmann, geführt, gleichzeitig Direktorin des Augustinermuseums.

### Aktuelle Mitglieder

#### Augustinermuseum & Haus der Graphischen Sammlung

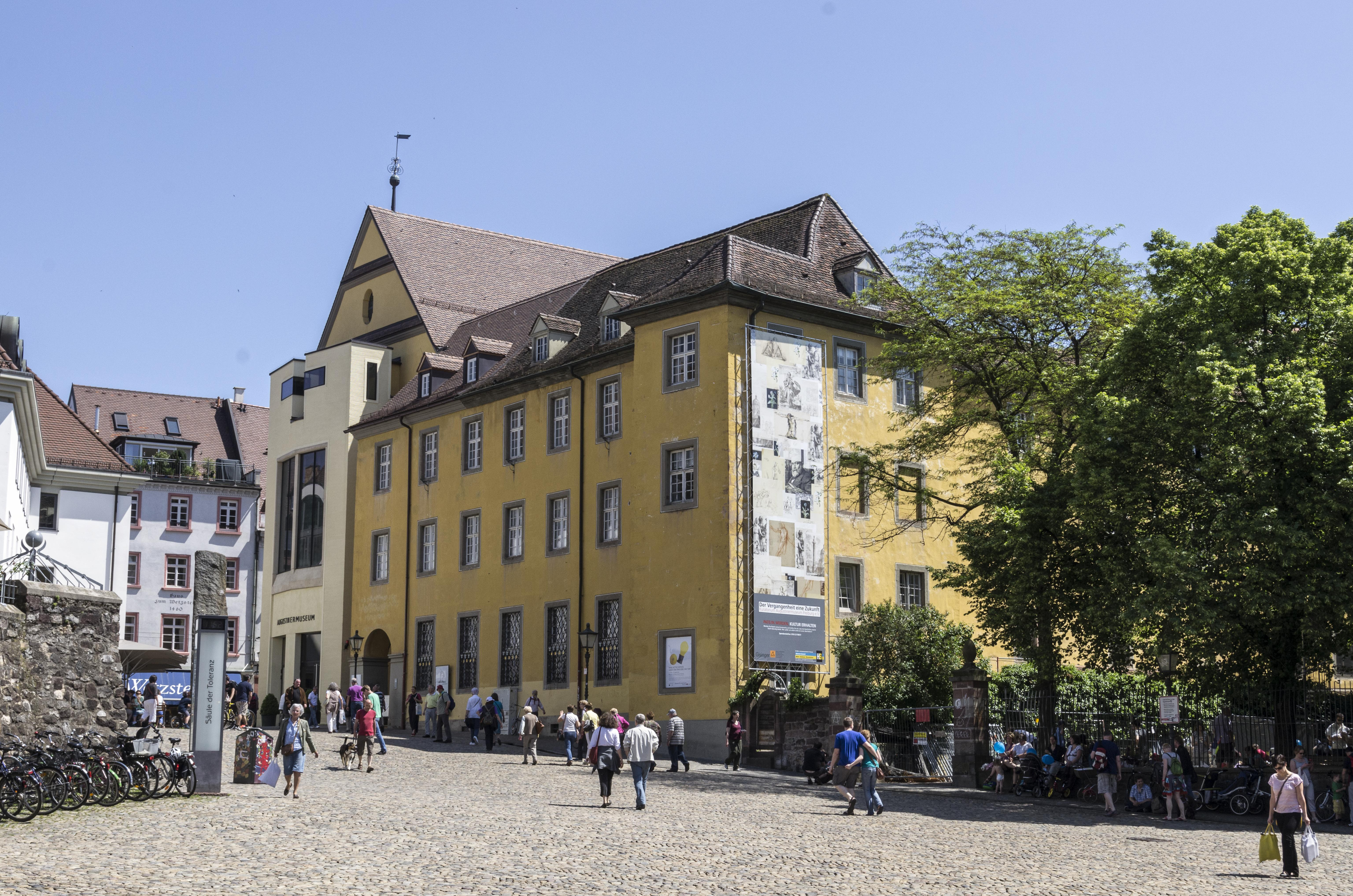
Augustinermuseum (2013)

In diesem Museum werden kunst- und kulturgeschichtliche Exponate aus der Stadt Freiburg sowie aus der Oberrheinregion und dem Schwarzwald ausgestellt. Integriert sind die Sammlungen des Erzbischöflichen Diözesanmuseums, des Münsterfabrikfonds und der Freiburger Stiftungsverwaltung. Die Auswahl an Exponaten reicht vom Mittelalter bis zum 19. Jahrhundert. Seit 2004 wird das Museum durchgreifend saniert. 2010 wurde die neu gestaltete Kirche mit dem neuen Sonderaustellungsbereich für alle städtischen Museen im Untergeschoss als 1. Bauabschnitt eröffnet. 2016 wurde als Neubau  das Haus der Graphischen Sammlung zur Aufbewahrung lichtempfindlicher Bestände an Graphik und Fotographie mit entsprechend klimatisierten Depoträumen, Restaurierungswerkstätten für Graphik und Textilien und einem weiteren Sonderausstellungsraum errichtet. Mit der Fertigstellung des 3. Baubschnitts im Februar 2026 wird die Sanierung abgeschlossen sein.

#### Museum für Neue Kunst
Untergebracht im Gebäude der ehemaligen Adelhauser Mädchenschule von 1903 widmet sich das MNK speziell der Kunst von der Klassischen Moderne im 20. bis zur Kunst der Gegenwart und aktuellen Tendenzen im 21. Jahrhundert Sonderausstellungen werden im Haus, in der Ausstellungshalle des Augustinermuseums und im Haus der Graphischen Sammlung gezeigt. 

#### Archäologisches Museum Colombischlössle

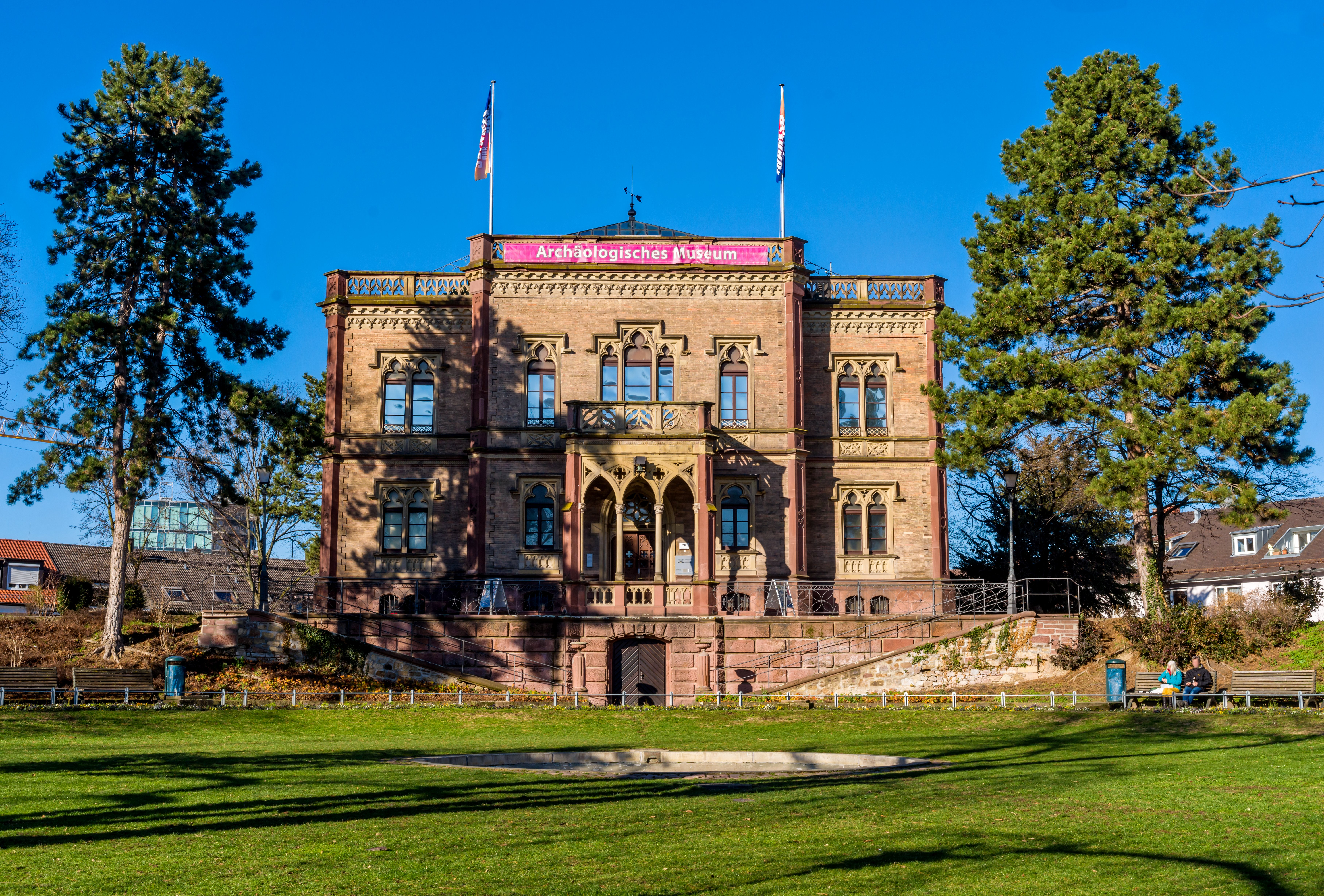
Archäologisches Museum Colombischlössle (2019).

Das historische Colombischlössle aus dem Jahr 1861 beherbergt heute das wichtigste archäologische Museum der Region. Die Thematik der Ausstellungen reicht von der Ur- und Frühgeschichte über die römische Antike bis zum Mittelalter. Jährliche und wechselnde Familien- und Sonderausstellungen ergänzen das Museumsprogramm.

#### Museum Natur und Mensch
Das Museum Natur und Mensch im Alten Schulgebäude der Adelhauser Mädchenschule an der Gerberau ist aus dem ehemaligen Natur- und Völkerkunde, später „Adelhausermuseum“ entstanden. Schwerpunktmäßig ist es heute ein Naturkundemuseum mit mehreren aktiven Mitmachstationen für Kinder & Familien und auch mit mehreren Exponaten zur Natur, Tiere und Geografie. Zeitweilig sind auch Exponate aus der reichen Ethnologischen Sammlung der Stadt ausgestellt, die im Zentralen Kunstdepot aufbewahrt wird, aber als Online-Sammlung zugänglich ist.

#### Dokumentationszentrum Nationalsozialismus
Das Dokumentationszentrum Nationalsozialismus ist ein, von Stadt Freiburg im Breisgau und Augustinermuseum geplanter Lern- und Gedenkort. Es wurde am 20. März 2025 eröffnet. Es befindet sich im 1936 errichteten ehemaligen Verkehrsamtsgebäude.

### Ehemalige Mitglieder

#### Museum für Stadtgeschichte
Das Museum für Stadtgeschichte wurde 1994 eingeweiht und als Dependance des Augustinermuseums geführt. Untergebracht war das Museum im ehemaligen Wohn- und Atelierhaus des Künstlers Johann Christian Wentzinger aus der Spätbarockzeit. Präsentiert wurde hier die 900-jährige Geschichte der Stadt. Ende 2024 wurde das Museum geschlossen. Die Stadtgeschichte wird ab dem Frühjahr 2026 in den neugestalteten Räumen des Augustinermuseums prominent präsentiert. Die Zukunft des bisherigen Museumsgebäudes ist noch offen.